# Arthur Tracy
Arthur Tracy (25 de junio de 1899 – 5 de octubre de 1997) fue un cantante estadounidense, conocido como The Street Singer (El cantante callejero). Sus actuaciones en el teatro, el cine y la radio, además de sus grabaciones, le dieron fama internacional en la década de 1930. Entre los radioyentes se popularizó la presentación del locutor David Ross ("Round the corner and down your way comes The Street Singer") y el tema musical de Tracy, "Marta, Rambling Rose of the Wildwood."

## Biografía
Su verdadero nombre era Abba Avrom Tracovutsky, y nació en Kamianets-Podilskyi, Ucrania. En abril de 1906 emigró a los Estados Unidos con sus padres, sus hermanas y un hermano. Tras los trámites en la Isla Ellis, la familia se asentó en Filadelfia. Tracy se nacionalizó estadounidense en 1913, y sus padres adoptaron los nombres de Morris y Fannie Tracy.
En 1917 Tracy se graduó en la Central High School, empezando después a estudiar arquitectura en la Universidad de Pensilvania, estudios que finalmente abandonó para hacerse cantante profesional. En sus inicios como cantante, actuó a tiempo parcial en espectáculos de teatro yidis y de vodevil a la vez que trabajaba como vendedor de muebles. 
Tras mudarse a Nueva York en 1924, actuó regularmente en el vodevil, formando parte de la compañía itinerante Blossom Time, siendo descubierto en esa época por William S. Paley, que le ofreció trabajar en un programa radiofónico de 15 minutos para la CBS. 
Para evitar molestias a su familia en el caso de que su show fallara, y para evitar su exclusión en futuras actuaciones en el vodevil a causa de su programa, Tracy decidió mantener su identidad en el anonimato y adoptar como nombre artístico el del título de una obra de Frederick Lonsdale, The Street Singer. Los oyentes querían conocer su identidad, pero no fue revelada hasta cinco meses después de su debut en 1931 con la CBS. Al año siguiente fue a Hollywood a actuar en The Big Broadcast (1932) junto a otras estrellas radiofónicas, entre ellas Bing Crosby, Kate Smith y la Hermanas Boswell.
Tracy interpretó con su estilo romántico canciones como "When I Grow Too Old to Dream", "I'll See You Again", "Trees", "Everything I Have Is Yours", "Red Sails in the Sunset", "Harbor Lights", "The Whistling Waltz", y "Danny Boy". Su grabación de 1937 de "Pennies from Heaven" se oye en la película de 1981 "Pennies from Heaven", con Vernel Bagneris “cantando” con la voz de Tracy. Esta película sacó a Tracy de su retiro y, en 1982, a los 82 años de edad, volvió a actuar como cantante de cabaret en el local Cookery, en Greenwich Village, obteniendo una crítica favorable de John  Wilson, del The New York Times. 
Arthur Tracy falleció en Nueva York en 1997, a causa de un paro cardiaco.

## Filmografía
- Crossing Delancey (1988) (como Arthur Tracey) .... Cliente nº 1
- Pennies from Heaven (1981)
- Follow Your Star (1938) .... Arthur Tee
- The Street Singer (1937) .... Richard King
- Command Performance (1937) .... Cantante callejero
- Limelight (1936) .... Bob Grant
- The Big Broadcast (1932)
- Ramblin' Round Radio Row nº 5 (corto, 1933)

## Audio
- WFMU: Antique Music Phonograph Program: Arthur Tracy canta "Marta"